# جامعة بيكاردي جول فيرن
جامعة بيكاردي جول فيرن (بالفرنسية: université de Picardie Jules Verne)‏ هي جامعة تقع في اميان، فرنسا، وتحت إشراف أكاديمية أميان. أُسِّسَت عام 1969.

## التنظيم
تنقسم الجامعة إلى خمس كليات أو مجموعات رئيسية لكل منها عدد من المدارس أو المعاهد:

### الفنون والآداب واللغة
- كلية الفنون
- كلية اللغات والثقافات الخارجية
- كلية الآداب

### الحقوق والاقتصاد والإدارة
- كلية الحقوق والعلوم السياسية
- كلية الاقتصاد والإدارة
- معهد إدارة المشاريع (IAE)
- معهد الإعداد للإدارة العامة (IPAG)

### التربية والتقنية والاتصالات
- فرع جامعة بوفيه (AUB)
- المدرسة العليا للأستاذية والتعليم (ESPE)
- المعهد الجامعي للتكنولوجيا
- المعهد الجامعي للتقنية
- المعهد الجامعي للتكنولوجيا

### العلوم الإنسانية والاجتماعية
- كلية التاريخ والجغرافيا
- كلية العلوم الإنسانية والاجتماعية والفلسفية

### العلوم والتكنولوجيا والصحة
- كلية الطب
- معهد الدراسات العليا للصحة
- كلية الصيدلة
- كلية العلوم
- كلية العلوم وتقنيات الأنشطة البدنية والرياضية
- المعهد العالي للعلوم والتقنيات

## معلم مشهور
- آلان بوي

## روابط خارجية
- موقع جامعة بيكاردي باللغة الفرنسية